# Zwierlein (Adelsgeschlecht)

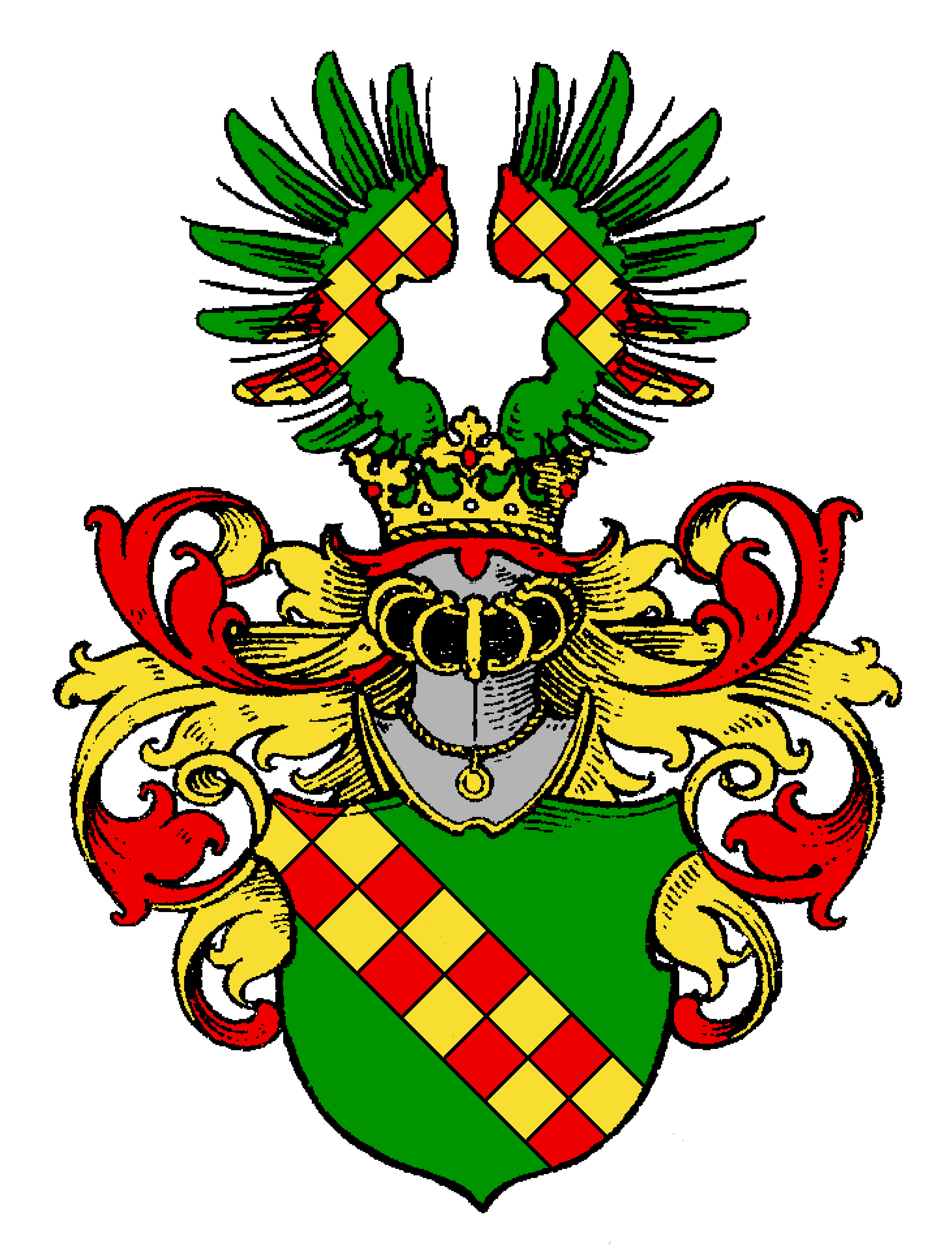
Wappen derer von Zwierlein

Das Adelsgeschlecht der Freiherrn von Zwierlein geht auf den Prokurator am Reichskammergericht Johann Jacob von Zwierlein zurück. Er wurde vom Fürstenhaus zu Schwarzburg-Sondershausen zum kaiserlichen Pfalzgrafen sowie durch den Kaiser am 24. Februar 1752 in den erblichen Adelsstand erhoben. Er erwarb Anfang der 1750er Jahre das reichsritterschaftliche Rittergut Bubenrod bei Gießen. Am 27. September 1790 wurde die Witwe mit den Kindern von Zwierlein in den Reichsfreiherrenstand erhoben. Der Sohn Christian Jacob kaufte 1782 den freiherrlichen Besitz Winnerod und das Hofgut Langsdorf bei Lich.

## Genealogie (Auswahl)
Hans Friedrich Zwirlein; um die Mitte des 17. Jahrhunderts Schulmeister und Rechenmeister zu Lauf (entweder bei Nürnberg oder, was wahrscheinlicher ist, bei Bamberg).
1. Johann Friedrich Zwirlein (auch Zwirle genannt), Handelsmann in Frankfurt am Main; ⚭ Anna Maria, Tochter des Nürnberger Bürgers und Handelsmanns Nicolaus Schaffer (oder Tochter des verstorbenen Wormser Ratsmitgliedes und alten Bürgermeisters Baltasar Schöff oder Scheven[1]); siedelte nach Worms über, wo sein Bruder Johannes Zwirlein, 1697 urkundlich als Wormser Ratsherr (Mitglied des beständigen Regiments der Herrn Dreizehner, also ein Patrizier der Reichsstadt Worms, später kurpfälzischer Kammerrat[5]), 1699 Taufpate seines Sohnes Johann Jacob wurde.[6]
  1. Johann Jacob von Zwierlein (* 9. Februar 1699 in Worms; † 21. Juni 1772 in Wetzlar) war ein deutscher Jurist am Reichskammergericht zu Wetzlar ⚭ 1737 Dorothea Friederike geborene (von) Wahl (genannt (Hubin) von Gülchen)[6] (Adelsstand, privilegium denominandi und Wappenbestätigung für sie: 1788;[7] für ihre Mutter bereits 1753)[6]
    1. Christian Jacob Freiherr von Zwierlein (* 4. Dezember 1737 in Wetzlar; † 10. August 1793 in Langsdorf), promovierter Advokat und Prokurator am Reichskammergericht zu Wetzlar ⚭ Christine Friederike geborene von Hopfer (* 4. Oktober 1749; † 15. April 1823 in Langsdorf)[8]
    2. Friedrich Salentin Freiherr von Zwierlein (* 17. Januar 1747 in Wetzlar; † 6. Oktober 1813 in Winnerod), Jurist, fürstlich Solms-Braunfelsischer Geheimer Rat und Regierungspräsident, ⚭ 1777 Caroline von Harling (1755–1804)[9]
      1. Hans Carl Freiherr von Zwierlein (Sohn Christian Jacobs; * 3. Januar 1768 in Wetzlar; † 9. Juni 1850 in Geisenheim), Kunstsammler, Jurist, nassauischer Gutsherr und Politiker und ehemaliger Abgeordneter der Landstände des Herzogtums Nassau; 1.⚭ Maria Magdalena, geborene von Gülich (* 10. Juli 1772 in Wetzlar; † 5. Januar 1843 in Geisenheim, eine Schwester des Juristen Philipp Jacob von Gülich); 2.⚭ Adelheid von Stolterfoth (* 11. September 1800 in Eisenach; † 17. Dezember 1875 in Wiesbaden)
        1. Hans Constantin Freiherr von Zwierlein (* 21. Oktober 1802 in Wetzlar; † 1. April 1863 in Geisenheim), Sohn aus erster Ehe, Diplomat, Jurist, nassauischer Gutsherr und Politiker und ehemaliger Abgeordneter der Landstände des Herzogtums Nassau ⚭ Louise Schenk zu Schweinsberg (1809–1840)
          1. Hans Freiherr von Zwierlein (* 16. April 1835 in Geisenheim; † 26. Juni 1886 in Geisenheim), Jurist, nassauischer Kammerherr, erbliches Mitglied der Ersten Kammer der nassauischen Stände,[10] Sammler von Porzellan, Gemälden und technischen Merkwürdigkeiten[11] ⚭ 1871 Josephine Höß (1845–1912)
            1. Karl Otto Freiherr von Zwierlein (* 21. August 1877; † 7. September 1945), Ingenieur, Mitinhaber der Maschinenfabrik K. Wetzel in Gera; die Rote Armee plünderte am 7. September 1945 seine Villa in Gera & verschleppte ihn – er kam dabei ums Leben, wurde daraufhin für tot erklärt; ⚭ vor 1907 Frieda Wetzel (1879–1972)
              1. Hans Freiherr von Zwierlein (* 9. Dezember 1907 in Gera; † 7. Oktober 1972 in Lauterbach), Letzter Namensträger „von Zwierlein“[12]

## Wappen

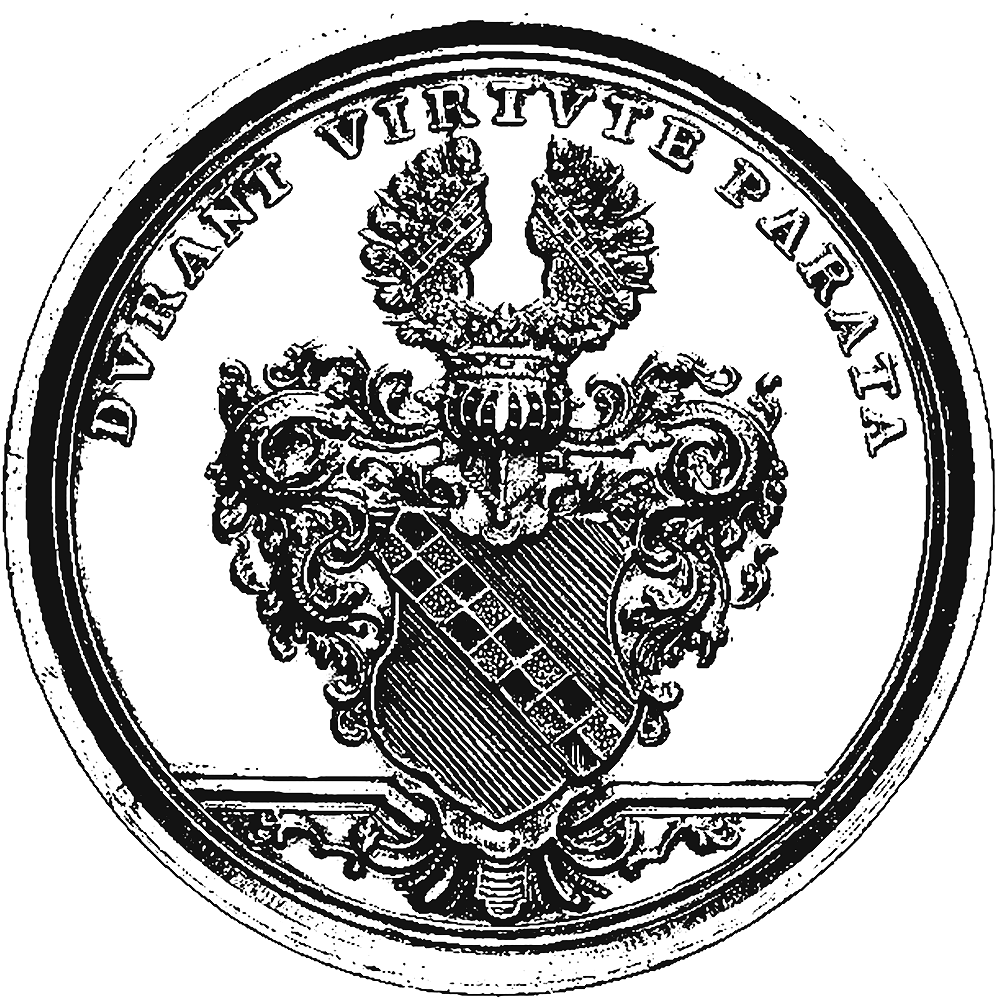
Wappen derer von Zwierlein mit Wahlspruch

Das Wappen der Familie wird wie folgt blasoniert: In Grün ein von Rot und Gold geschachter schrägrechter Balken. Nach der für Johann Jacob von Zwierlein geprägten Medaille auf dem gekrönten Helm ein wie der Schild bezeichneter offener Flug, der Schrägbalken einwärts gekehrt.
Wahlspruch: „Durant virtute parata“ (Das durch Tugend Erworbene währt)